# Dugi John Silver
John Silver, poznat i kao Dugi John, je izmišljeni lik, glavni antagonist romana Otok s blagom, škotskog književnika R. L. Stevensona. On je bivši vođa palube s piratskog broda Morž, kojim je zapovjedao kapetan J. Flint. Tijekom svoje piratske karijere ostao je bez lijeve noge, koju je izgubio tijekom topovskog plotuna s protivničkog broda, iako je poslije tvrdio da ju je izgubio u službi Kraljevske mornarice pod zapovjedništvom "besmrtnog Hawkea". Kako bi se dokopali blaga koje je Flint prije smrti zakopao na Otoku kostura negdje u Karipskom moru, Silver i njegovi kolege slijede Flintovog bivšeg prvog časnika Billyja Bonesa, koji ima kartu do blaga. Kada se mladi Jim Hawkins domogne karte, Silver i njegovi pirati ga slijede te se kao posada ukrcavaju na škunu Hispaniola koja plovi prema otoku. Kasnije predvode pobunu koja na kraju ipak propada. Silver na kraju romana uspijeva pobjeći s malim dijelom Flintovog blaga.

## Ostala pojavljivanja

### Romani i stripovi
- Long John Silver je francusko-belgijski četverodijelni strip autora Xaviera Dorisona. Radnja je smještena 20 godina nakon događaja na otoku s blagom. Ponovno vlasnik krčme "Kod Dalekozora" u Bristolu, Silver i njegovi suradnici prave dogovor s Vivian Hastings, suprugom lorda Hastingsa koji je u Južnoj Americi pronašao Guyanacapac, mitski grad u kojem se skriva golemo bogatstvo. Silver i njegovi pirati se zajedno s Vivian ukrcavaju na brod Neptun te pred ušćem Amazone podižu pobunu kako bi preuzeli potragu za blagom.
- U futurističkom talijanskom stripu Nathan Never pojavljuje se kiborg John Silver. Bivši general Federalne zemaljske vojske, Silver se pridružuje svemirskom piratu Jonathanu Rockhalu te zajedno kreću u potragu za iznimno naprednim golemim borbenim robotom kojega je profesor Flint sakrio na svemirskoj postaji Uranija.

### Filmovi i tv serije
- U televizijskom filmu Otok s blagom iz 1990. Silvera glumi Charlton Heston.
- U animiranom filmu Planet s blagom iz 2002. pojavljuje se svemirski pirat, kiborg John Silver, koji traži blago svog bivšeg kapetana, Nathaniela Flinta, sakriveno usred golemog mehanizma zvanog Planet s blagom.
- U filmu Pirati i otok s blagom iz 2006. Silvera glumi Lance Henriksen.
- U dvodijelnoj mini seriji Otok s blagom iz 2012. Silvera glumi Eddie Izzard.
- U televizijskoj seriji Crna jedra iz 2014. Silvera glumi Luke Arnold. Serija prethodi radnji romana, te je smještena u 1715. godinu. Nakon što trgovački brod na kojem plovi zarobe pirati predvođeni kapetanom Flintom, Silver dolazi u posjed stranice otkinute iz brodskog dnevnika na kojoj je zapisana ruta španjolskog galijuna Urca de Lima koji prevozi basnoslovno blago u Španjolsku. Prisiljen pridružiti se piratima, Silver spaljuje stranicu i pravi dogovor s Flintom i njegovim suradnicima o podjeli blaga. U drugoj sezoni, nakon povratka u Nassau s neuspješnog lova na blago, Silver uspjeva uvjeriti Flintovu posadu da je Urcino blago odneseno, iako je zapravo još uvijek na obali Floride gdje se galijun nasukao, te tu informaciju prodaje Jacku Rackhamu. Flint i njegova posada otplove u Charleston prihvatiti amnestiju ali u Flintovoj odsutnosti brod im napadne i zarobi Charles Vane. Silver uspije spriječiti isplovljavanje i Vaneovi ljudi ga muče te mu kasnije doktor mora amputirati lijevu nogu. U trećoj sezoni Silver je Flintov novi vođa palube. Nakon što Woodes Rogers osvoji Nassau Silver, Flint i njihovi ljudi budu zarobljeni od maruna s kojima kasnije stvaraju savez radi borbe protiv Rogersa.[nedostaje izvor]